# Paolo Veneziano

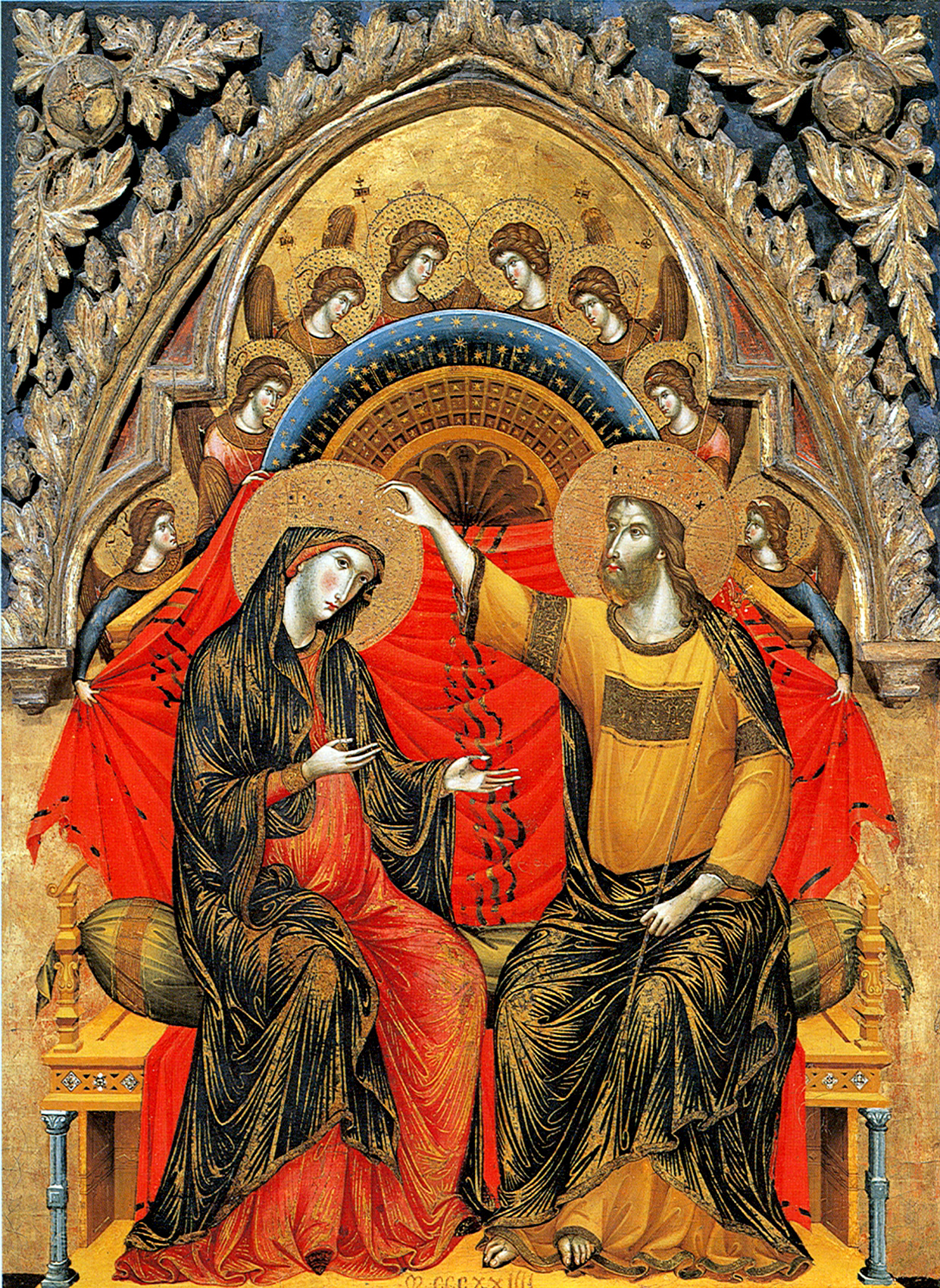

Paolo Veneziano o Paolo da Venezia (nacido antes de 1333, y muerto después de 1358, probablemente en 1362) fue un pintor medieval de Venecia. Nacido en una familia de artistas, trabajó junto con sus hijos Marco, Luca, y Giovanni. Fue el pintor oficial de Andrea Dándolo, para quien pintó la Pala Feriale. También es probable que tuviera de discípulo a Lorenzo Veneziano.

## Obra
Se le considera el precursor de la escuela veneciana, iniciada en el siglo XIV o trecento. Se inserta en el diálogo de los movimientos pictóricos de la época con un equilibrio entre su formación bizantina y la influencia de Giotto. 
El primer trabajo conocido con seguridad es el políptico de la Dormición de la Virgen de 1333, actualmente en el Museo de Vicenza, con un estilo severamente griego. 
A partir de 1340 sus obras revelan una temprana ruptura con el mundo bizantino y su tendencia hacia el gótico. Esto se ve por ejemplo en la caída de los vestidos y la expresividad de los rostros de algunas de sus obras como Madonna entronizada (1340, en la colección Crespi en Bolonia) o la custodia pintada con sus hijos Giovanni y Luca para la Pala d'Oro de la Basílica de San Marcos de Venecia, en 1345. En el museo litúrgico de la Catedral de Caorle se almacenan seis cuadros que representan a los apóstoles (que constituían el antiguo iconostasio), atribuido a Paolo Veneziano y su escuela. 
A partir de 1347 es importante su producción de mosaicos, como en la capilla Dándolo del baptisterio de San Marcos. También cobran relevancia los retablos, como la bellísima Madonna entronizada de 1347 de la parroquia de Carpineta, la Virgen de la Pera, la Virgen con Niño y ocho ángeles, también de 1347, en el Museo de la Catedral de Cesena o la Coronación de 1358 que pasa por ser su última obra conocida, pintado junto a su hijo Giovanni y que ahora forma parte de la Colección Frick en Nueva York. También son cruciales en su producción los polípticos, que están desmembrados, como uno de sus paneles centrales que representa a la Virgen de 1352, hoy en el Museo del Louvre, o la Coronación de la Virgen de la Galería de la Academia, que está en Venecia.